# Sheldon Leonard
Sheldon Leonard Bershad (22 de febrero de 1907-11 de enero de 1997), más conocido como Sheldon Leonard, fue un pionero en el cine estadounidense, productor de televisión, director, guionista, y actor. 
Hijo de padres judíos de clase media, Anna y Frank Bershad, Leonard murió a los 89 años, y fue enterrado en el cementerio Hillside Memorial Park.
Ganó Premios Emmy en 1961 (como un director) y en 1970 (como un productor).
En 2007, se le rindió homenaje en la comedia The Big Bang Theory, en la que los personajes principales tienen de nombres Sheldon y Leonard en homenaje a él.

## Filmografía
Fue un actor en películas incluendo:
- 1942: Tortilla Flat (La vida es así en español)[4]

- 1944: To Have and Have Not (Tener y no tener en español)[5]

- 1946: It's a Wonderful Life (Qué bello es vivir en español)[6]

- 1947: Sinbad the Sailor (Simbad, el marino en español)[7]

- 1951: Abbott and Costello Meet the Invisible Man[8]

## Televisión

### productor
- The Dick Van Dyke Show[9]